# Skrova
Skrova est une localité du comté de Nordland, en Norvège.

## Géographie
Administrativement, Skrova fait partie de la kommune de Vågan.

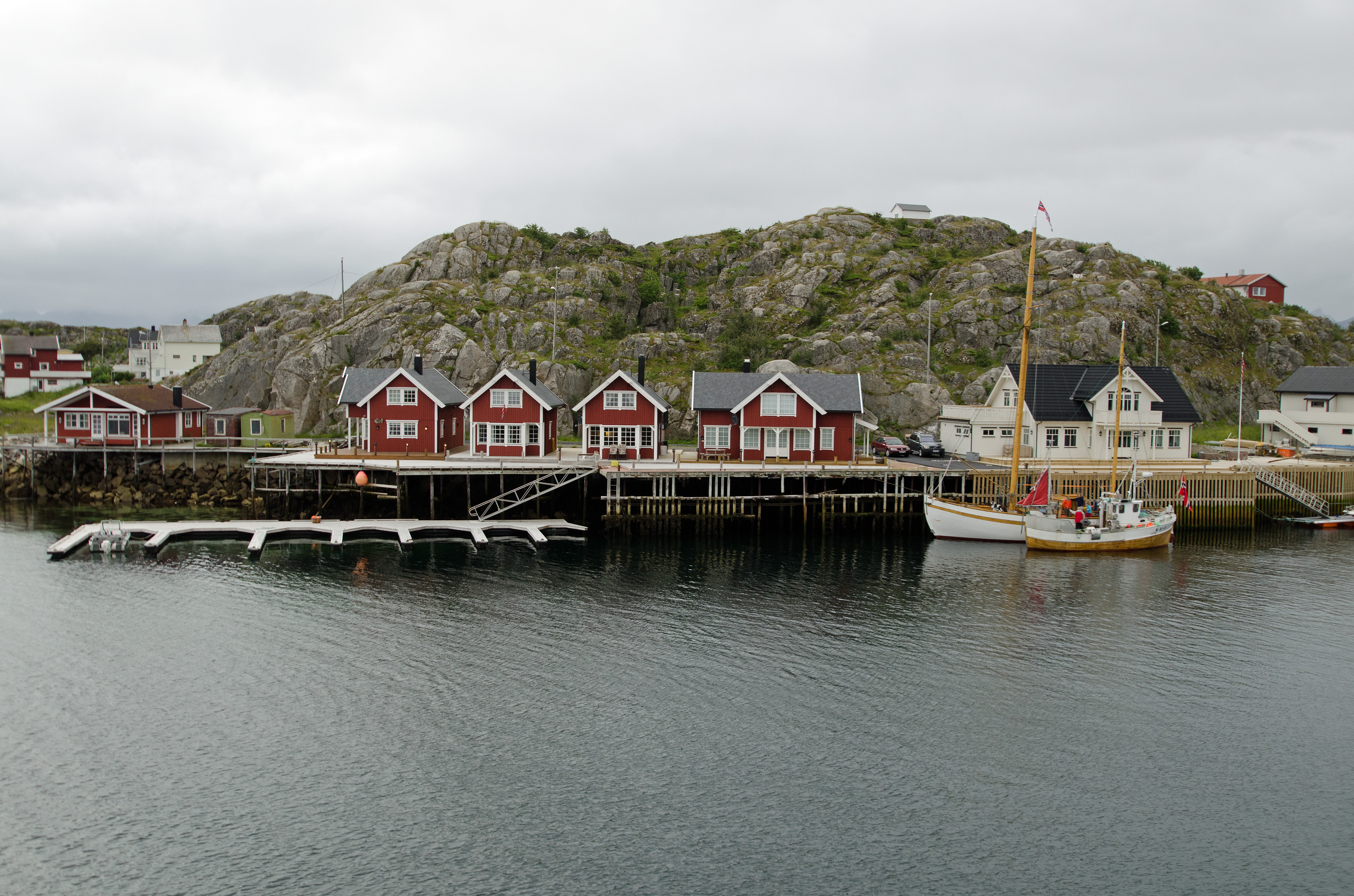
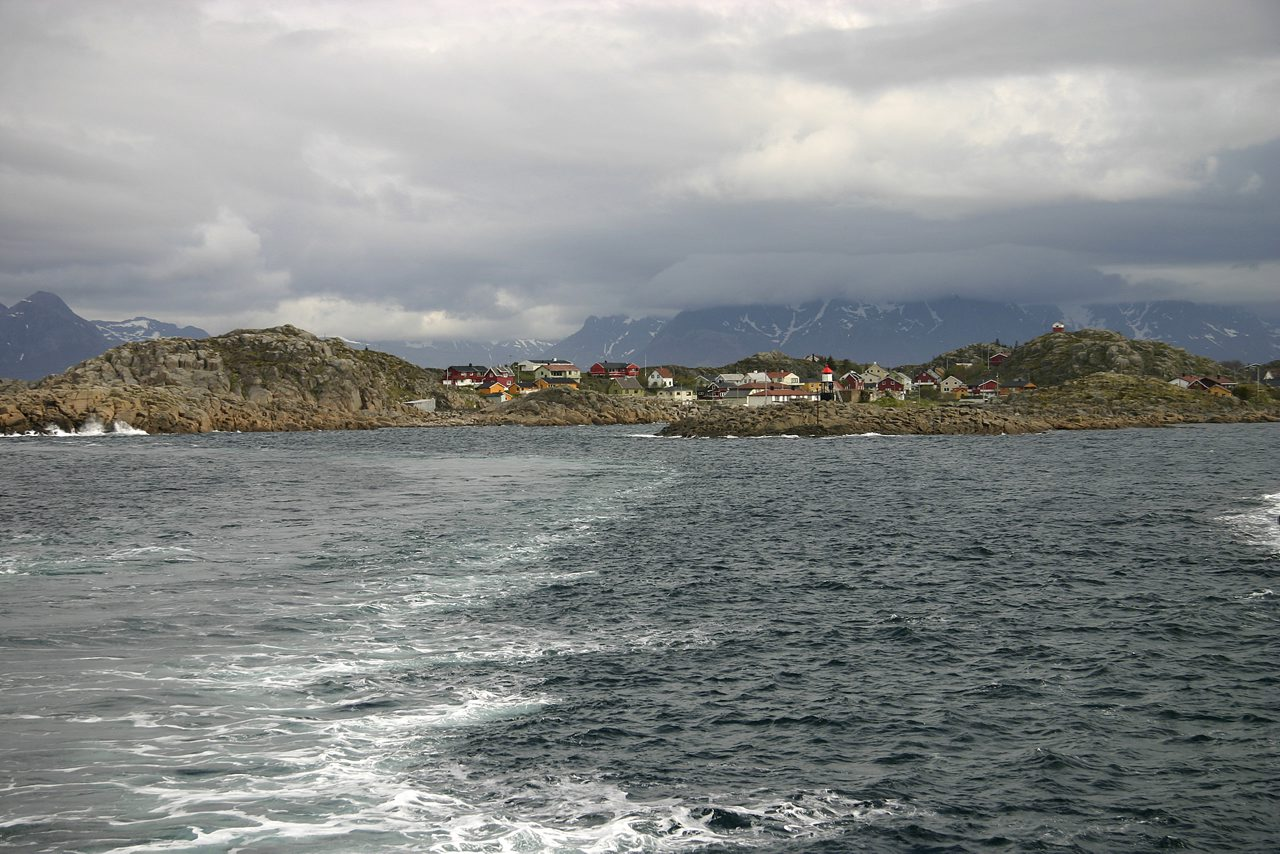
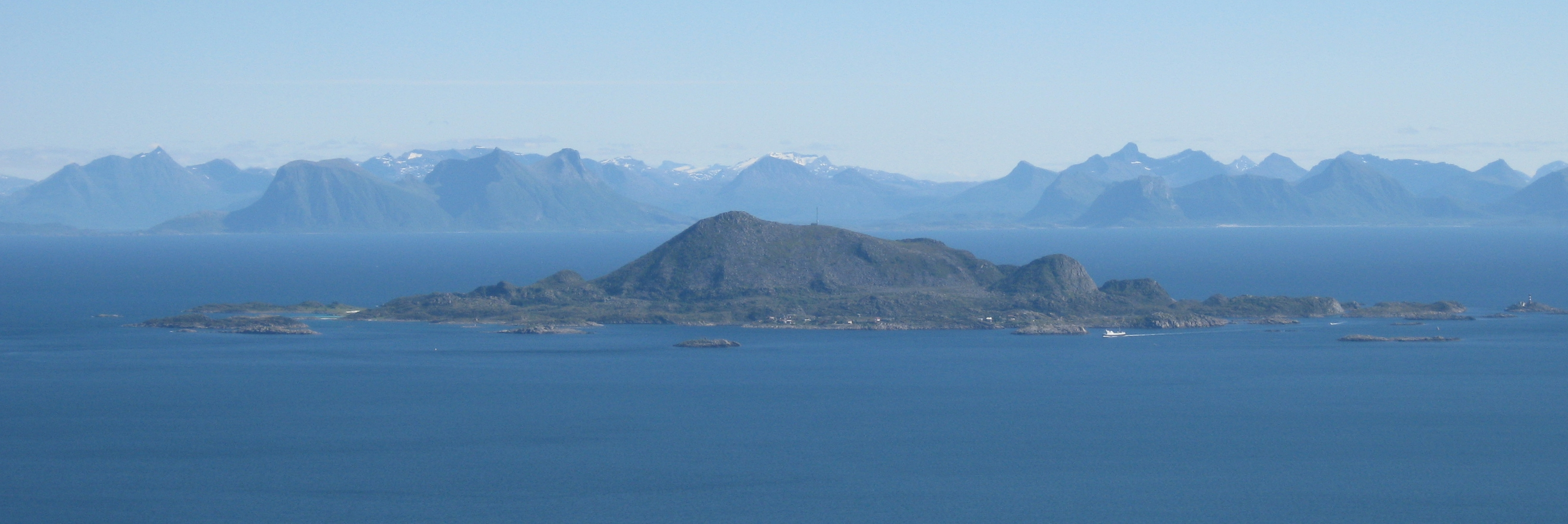